# Żołędno (województwo zachodniopomorskie)
Żołędno – osada w Polsce położona w województwie zachodniopomorskim, w powiecie świdwińskim, w gminie Połczyn-Zdrój, przy trasie drogi wojewódzkiej nr 152 i zawieszonej obecnie linii kolejowej Grzmiąca-Połczyn-Zdrój - Świdwin.
W latach 1975–1998 miejscowość administracyjnie należała do województwa koszalińskiego.